# Ульма (комуна)
Ульма (рум. Ulma) — комуна у повіті Сучава в Румунії. До складу комуни входять такі села (дані про населення за 2002 рік):
- Костілева (346 осіб)
- Лупчина (712 осіб)
- Мегура (363 особи)
- Нісіпіту (447 осіб)
- Ульма (421 особа)

Комуна розташована на відстані 388 км на північ від Бухареста, 76 км на захід від Сучави.

## Населення
За даними перепису населення 2002 року у комуні проживали 2289 осіб.
Національний склад населення комуни:
| Національність | Кількість осіб | Відсоток |
| -------------- | -------------- | -------- |
| українці       | 1343           | 58,7%    |
| румуни         | 946            | 41,3%    |

Рідною мовою назвали:
| Мова       | Кількість осіб | Відсоток |
| ---------- | -------------- | -------- |
| українська | 1394           | 60,9%    |
| румунська  | 895            | 39,1%    |

Склад населення комуни за віросповіданням:
| Релігія                             | Кількість осіб | Відсоток |
| ----------------------------------- | -------------- | -------- |
| православні                         | 2267           | 99,0%    |
| п'ятдесятники                       | 7              | 0,3%     |
| адвентисти                          | 7              | 0,3%     |
| греко-католики                      | 5              | 0,2%     |
| реформати                           | 1              | < 0,1%   |
| лютерани (Аугсбурзького сповідання) | 1              | < 0,1%   |